# 西脇市立重春小学校
西脇市立重春小学校（にしわきしりつ しげはるしょうがっこう）は、兵庫県西脇市野村町にある公立小学校。略称は重小（しげしょう）。

## 沿革
1873年（明治6年）4月 - 雄正学校（野村）・和暢学校（和布）設置
1877年（明治10年）4月 - 和暢学校を廃止し、雄正小学校を設置する
1885年（明治18年）12月 - 雄正小学校を廃止し、開性小学校板波支校となる
1887年（明治20年）4月 - 開性小学校板波支校を廃止し、雄正簡易小学校となる
1891年（明治24年）8月 - 重春尋常小学校に改称する
1901年（明治34年）4月 - 重春尋常高等小学校に改称する
1906年（明治39年）11月 - 校旗制定
1912年（明治45年）1月 - 野村1795-36番地に校舎新築移転
1941年（昭和16年）4月 - 重春国民学校に改称する
1952年（昭和27年）4月1日 - 町村合併により、西脇市立重春小学校と改称
1972年（昭和47年）9月 - 野村町1795番地に校舎新築移転
1974年（昭和49年）3月 - 学校創立100周年記念式の挙行
1977年（昭和52年）3月 - 校舎増築（本館西に3教室増築）
1991年（平成3年）10月 - 体育館改修
1994年（平成6年）8月 - 北校舎改修
1995年（平成7年）8月 - 本館（南校舎）改修
1997年（平成9年）3月 - 耐震性貯水槽の設置
1998年（平成10年）2月 - 高学年用トイレ仕切板設置
1999年（平成11年）8月 - 低学年用トイレ仕切板設置
2000年（平成12年）3月 - コンピュータ室完成
2001年（平成13年）9月 - 兵庫県警ホットライン設置
2002年（平成14年）9月 - ブランコ設置
2003年（平成15年）9月 - 中庭遊具設置
2004年（平成16年）3月 - 屋外トイレ完成
2005年（平成17年）3月 - 委員会掲示黒板設置
2006年（平成18年）8月 - 相談室・会議室増設
2007年（平成19年）8月 - インターホン設置
2008年（平成20年）2月 - 防災無線設置
2010年（平成22年）
- 3月 - 車椅子用スロープの設置（本館東口及び体育館入り口）、 特別支援学級教室改築（たんぽぽ組新設）、職員室に教職員用パソコンの設置

2011年（平成23年）
- 3月 - 特別支援学級増設（こすもす組新設）
  - 知的（2）自閉情緒（2）肢体不自由（1）5学級
- 4月 - 兵庫リレーカーニバル小学男子4×100メートルリレー優勝[2]
- 7月 - プール漏水のため別配管設置

2012年（平成24年）
- 3月 - 特別支援学級の廊下仕切り遊戯場設置・北校舎車椅子用スロープの設置
- 11月 - 播磨東地区食に関する教育研究大会開催

2024年（令和6年）11月 - 創立150周年記念式典の挙行

## 校内設備
- エレベーター
- 給食室
- コンピュータールーム
- 図書室
- 第1理科室
- 第2理科室
- 音楽室
- 図工室（※図工室が教室になる場合もある）
- 保健室
- HR教室
- 体育館
- 体育倉庫
- 放送室
- 職員室
- 校長室
- 事務室
- 家庭科室
- 教材室
- 特別支援学級教室
- トイレ
- 職員更衣室
- 更衣室
- 大型遊具（ベルマークにより購入）
- 飼育小屋
- 百葉箱
- バスケットゴール
- 鳥小屋
- 掲揚柱
- 肋木
- プール棟
- 学童施設　3棟
- 藤棚
- 日時計

## 行事
- 4月…入学式、1学期始業式、参観日、家庭訪問
- 5月…交通安全教室
- 6月…自然学校（5年）、資源回収
- 7月…1学期終業式、個別懇談
- 8月…奉仕作業
- 9月…2学期始業式、運動会
- 10月…参観日、修学旅行
- 11月…校内音楽会、音楽発表会、連合音楽会
- 12月…マラソン大会、個別懇談、2学期終業式
- 1月…3学期始業式、オープンスクール
- 2年…新1年生入学説明会、参観日、新1年生体験入学
- 3月…卒業式、終了式[3]

## 課外活動
陸上競技
- 重春小学校では学校主体の課外活動で陸上競技活動を行っている。練習は主に早朝に行われており、練習に参加する生徒は通常の通学班よりも早く登校する。参加する大会はその年によって様々だが、兵庫リレーカーニバルから始まり、北播小学生駅伝カーニバル（通称：北播駅伝）で終わる場合が多い。

成績
- 第59回兵庫リレーカーニバル　小学男子4×100メートルリレー　優勝[4]
- 日清カップ兵庫県予選大会　男子4×100メートルリレー　優勝
- 日本ジュニア室内陸上競技大阪大会　小学男子60メートル　2位
- 日本ジュニア室内陸上競技大阪大会　小学男子4×100メートルリレー　3位

## 校区
- 西脇市[5]
  - 野村町（1区・2区・3区・4区・5区・6区・7区・久留主谷）、和田町、和布町、谷町、高田井町、板波町、平野町、高松町

## 進学先
- 西脇市立西脇中学校 - 高田井町[5]
- 西脇市立西脇南中学校 - その他の地域[5]

## 特色

### ちびっ子ランド
重春小学校にはちびっ子ランド（通称：ちびラン）と呼ばれる森林公園を模した場所が校庭の東側にあり、様々な種類の草木が生い茂っている。特に高学年が昼休みなどに遊び場所として使用される場合が多い。また、一時期、陸上競技活動でちびっ子ランドをクロスカントリーの練習に使用していた。ちびっ子ランドの北端と南端は高圧電線の鉄塔となっており、立ち入る事はできない。ちびっ子ランドには木製ターザンロープの骨組みや、中央部には防空壕の名残があるなど、様々な時代が交錯する場所である。

### 重春小唄
重春小学校の運動会で数年前まで毎年踊られていた盆踊りのような踊りであり、午前のプログラムのトリを担っていた。時代が進むにつれて学校内の昭和的な伝統や風潮は無くなってきたが、唯一最後まで残った昭和感溢れるものといっても過言では無いだろう。実際の盆踊りのように運動場のトラックを囲むようにして内側が1・2年、真ん中が3・4年、外側が5・6年・保護者の3重の円で踊っていた。小学校のグラウンドで秋の季節に盆踊りを踊るという習慣は子供も大人も非常に新鮮であった。しかし、そんな重春小唄もここ数年はコロナ禍での対応もあり、踊られていないのが現状である。

### 重春体操
当時、本校の6年生の担任であった教員が企画・作成し、放課後などの時間を活用して録音を行い、6年生有志が主体となって広まった重春小学校独自の体操。主に重春小唄と同様、運動会の際のみに使用され、開会式後のラジオ体操の代わりに使用されていた。しかし、その教員が転勤になると、重春体操自体を行うことも少なくなった。

## 周辺
- 西脇市立西脇南中学校[6]
- 西脇市立しばざくら幼稚園(旧重春幼稚園) (2023年3月31日閉園)
- 西脇消防署[7]
- 西脇郵便局
- 野村グラウンド
- 野村公園
- あかねヶ丘グラウンド
- 兵庫県立西脇高等学校
- 兵庫県立西脇工業高等学校

## アクセス
【バスの場合】
- 神姫バス（ウイング神姫西脇営業所）「重春小学校前」より
- 西脇市コミュニティバスおりひめバス・めぐリン「重春小学校前」より

【自動車の場合】                        
- (1)中国自動車道滝野社IC
- (2)国道175号
- (3)中国自動車道滝野社ICより8キロメートル(10分)、中国自動車道加西ICより17キロメートル(20分)[8]

【電車の場合】
- JR西日本加古川線西脇市駅下車

## 学校関係者
- 仲田一彦（三木市長）

## 通学区域が隣接している学校
- 西脇市立芳田小学校
- 西脇市立日野小学校
- 西脇市立西脇小学校
- 西脇市立比延小学校
- 加東市立社学園小中学校
- 加東市立滝野東小学校